# Calliandra samik
Calliandra samik är en ärtväxtart som beskrevs av Rupert Charles Barneby. Calliandra samik ingår i släktet Calliandra och familjen ärtväxter. Inga underarter finns listade i Catalogue of Life.